# Медовый месяц Камиллы
«Медовый месяц Камиллы» (англ. Camille) — американская романтическая комедия режиссёра Грегори Маккензи. Премьера фильма в США состоялась 14 ноября 2008 года.

## Сюжет
Камилла Фостер наконец-то выходит замуж за Сайласа Паркера, которого обожает уже несколько лет. Молодожёны отправляются в свадебное путешествие к Ниагарскому водопаду, но в первый же день пути попадают в автокатастрофу, которая резко меняет характер их медового месяца…

## В ролях
| Актёр           | Роль          |
| --------------- | ------------- |
| Сиенна Миллер   | Камилла       |
| Джеймс Франко   | Сайлас        |
| Дэвид Кэррадайн | Ковбой Боб    |
| Эд Лаутер       | шериф Стейнер |